# Vito Dumas
Pour les articles homonymes, voir Dumas.
Vito Dumas (Buenos Aires, 1900-1965) est un navigateur solitaire argentin, auteur d'un tour du monde à la voile mémorable.

## Biographie

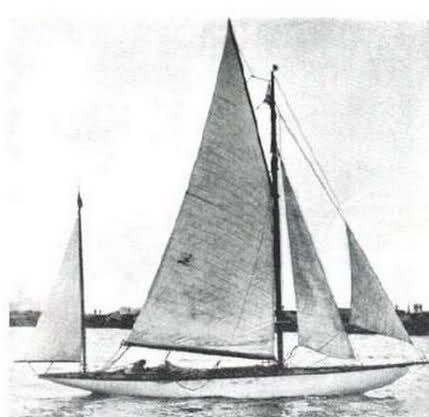
Legh, premier voilier de Vito Dumas.

Après une enfance d'insouciance, la dégradation de la situation matérielle de sa famille amène rapidement Vito Dumas à gagner sa vie dans divers emplois.
Sportif accompli, en 1931 il vient en France pour une tentative de traversée de la Manche à la nage qu'il ne pourra pas mener à bien.
N'ayant pas les moyens de se payer la traversée de retour, il se rend à Arcachon où il achète un 8 mètres JI, voilier de régate de 11 m, nommé Lehg (construit par Bonnin en 1912), à l'abandon, qu'il regrée en yawl.
Malgré une expérience réduite de marin, l'état déplorable du bateau, et l'inadaptation de celui-ci à une traversée transocéanique, il réussit une traversée de l'Atlantique en 5 étapes et 76 jours, parcourant 6 270 nautiques (11 600 km) entre le 13 décembre 1931 et le 11 avril 1932 et revient à Buenos Aires.
Il échafaude le projet de faire le tour du monde et fait construire en 1934 un voilier inspiré de bateaux de pêche norvégiens qu'il finit par vendre pour se lancer dans l’agriculture : c'est 'Legh II', un ketch marconi de 9,50 m de long.
Son projet ayant muri, Vito Dumas décide, alors que la Seconde Guerre mondiale bat son plein, d’accomplir son tour du monde par les latitudes australes. Il rachète Lehg 2 et s'embarque le 27 juin 1942. À son retour, le 7 novembre 1943, il est accueilli en héros par l'Argentine, ce qui était un de ses buts : galvaniser son pays.
Il écrit le récit de son exploit, qui ne lui apportera pas la fortune, et repart sur Legh II pour une croisière dans l'Atlantique sans autre but précis que naviguer au long cours. 
Entre le 1er septembre 1945 et le 28 janvier 1947, il parcourt 17 045 nautiques (31 500 km) réalisant une étape en courbe de 7 000 nautiques (13 000 km) en 106 jours.
Vito Dumas fait construire un nouveau voilier, Sirio, pour rallier Buenos Aires à New York en une seule étape de 7 100 nautiques (13 100 km).
Il réalisera cette croisière du 23 avril au 23 novembre 1955. Les éléments l'amèneront à toucher terre aux îles Bermudes, mais il aura tout de même accompli 6 400 nautiques (12 000 km) d'un trait.
Vito Dumas meurt d'une attaque cérébrale dix ans plus tard sans avoir accompli d'autre croisière notable.

## Le tour du monde

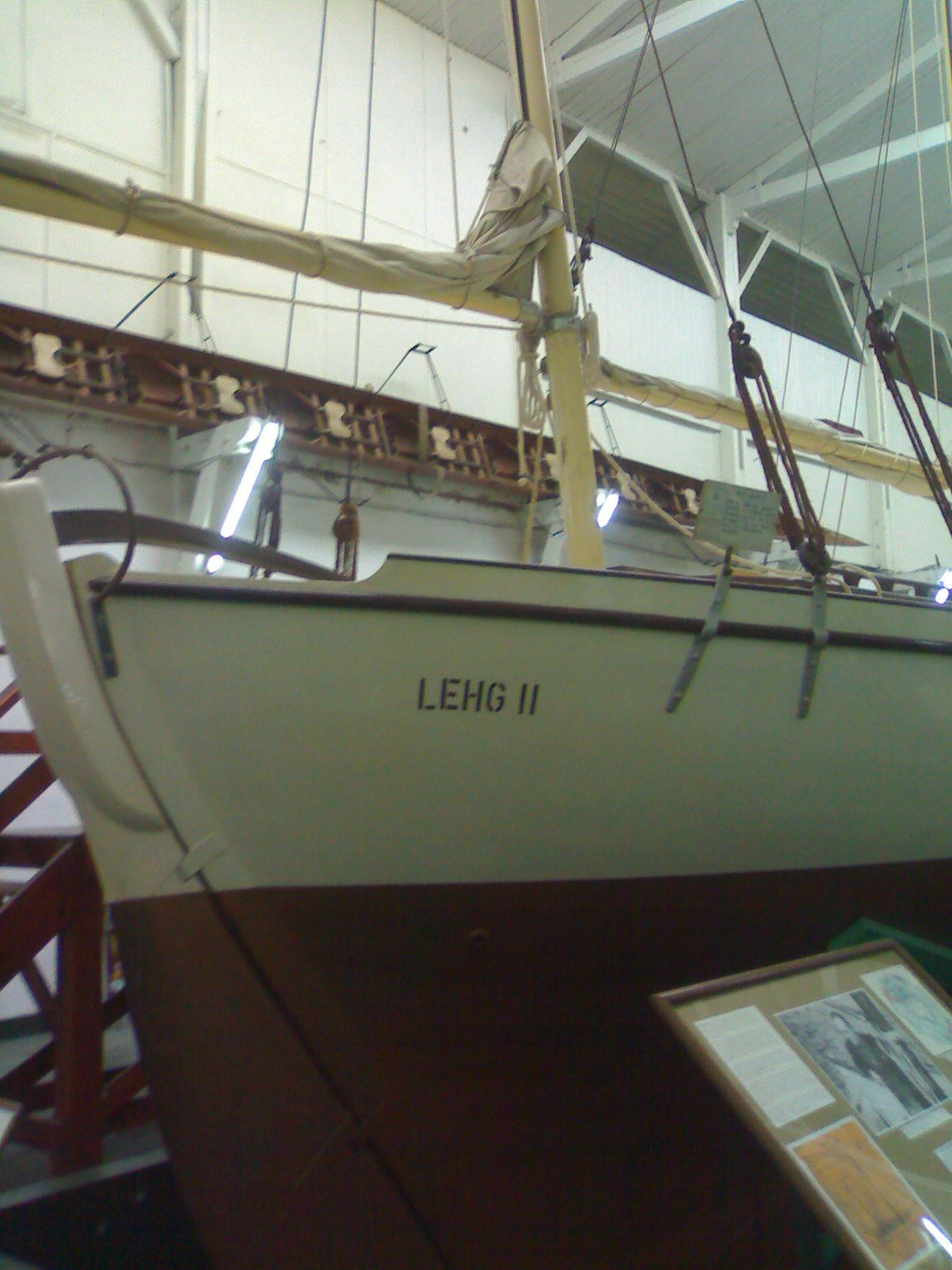
Le Lehg II.

Poussé à se dépasser pour « le sport et la Patrie » ainsi qu'il l'avait écrit à un ami avant de traverser l'Atlantique onze ans plus tôt, Vito Dumas décide de frapper un grand coup : il va faire le tour du monde à la voile, en solitaire, par « la route impossible ». Il se maintiendra au niveau du 40e degré de latitude sud, où se déchaînent quasiment en permanence les tempêtes.
Autrefois, seuls les voiliers de commerce les plus marins, voulant gagner du temps grâce aux vents soufflant sans relâche, y faisaient route. À l'ère de la vapeur et du canal de Panama on n'y rencontre plus guère de bateaux sauf aux abords du cap Horn. Toutefois, en 1942, la région offre un élément de sécurité : la Deuxième Guerre mondiale bat son plein. Les sous-marins et les convois s'affrontent, férocement dans l'Atlantique Nord, plus sournoisement dans l'Atlantique Sud et l'océan Indien. Dans le Pacifique, au nord de l'Australie, des flottes aéronavales s'envoient mutuellement par le fond. Dans les « quarantièmes rugissants », un petit voilier battant pavillon argentin (encore neutre à l'époque) ne devrait pas trop se faire remarquer et pouvoir s'expliquer avant d'être coulé sans autre forme de procès. De plus, Lehg n'emportera pas de radio qui le ferait soupçonner d'espionnage (les flottes allemandes et japonaises en particulier employaient des petits voiliers montés de quelques hommes dans ce but) et la zone qu'il va traverser, stratégiquement secondaire, restera toujours sous le contrôle des Alliés.
Vito Dumas va boucler son tour du monde de Buenos Aires à Buenos Aires en quatre grandes étapes (complétées par trois petites de un et deux jours).
- Montevideo - Le Cap en doublant le cap de Bonne-Espérance : 4 200 nautiques (7 800 km) en 55 jours.
- Le Cap - Wellington en contournant l'Australie et la Tasmanie par le sud : 7 400 nautiques (13 700 km) en 104 jours.
- Wellington - Valparaíso : 5 200 nautiques (9 600 km) en 72 jours.
- Valparaíso - Mar del Plata en doublant du premier coup le cap Horn : 3 200 nautiques (5 900 km) en 37 jours.

Soit au total 20 420 milles nautiques (37 800 km) parcourus en 272 jours.
On remarque que la distance parcourue est inférieure à la circonférence de la Terre qui est d'environ 40 000 km. En raison de la nature sphérique de la terre, le 40e parallèle qu'a suivi Lehg 2 mesure environ 31 000 km et le considérable détour inévitable par le cap Horn complète la distance.
À titre de comparaison, Joshua Slocum a parcouru environ 40 000 nautiques (74 000 km) en raison de sa descente et de sa remontée de l'Atlantique.
Néanmoins la croisière de Vito Dumas reste, sans le moindre doute, un authentique tour du monde, ayant coupé tous les méridiens, un des plus courts et des plus durs qui soit.

## Anecdotes
- Au début de sa croisière, une voie d'eau se déclare dans un endroit difficile d'accès. En la réparant, Vito Dumas se blesse aux mains, et ses plaies s'infectent rapidement en raison de la saleté qui règne dans Lehg 2 malmené par la tempête alors que son skipper consacre tout son temps à le barrer.

Faire bouillir de l'eau pour laver ses blessures relève de l'impossible, et Vito Dumas ne dispose que de médicaments aussi peu efficaces dans son cas que des piqûres contre la fièvre. Son bras droit enfle de façon démesurée sous l'infection généralisée avec à terme la perspective de la gangrène et de la mort. Le port le plus proche est impossible à atteindre à temps pour recevoir des soins. Vito Dumas envisagera le plus sérieusement du monde de s'auto-amputer du bras en le coupant au niveau du coude ou de l'épaule ! Il ne dispose alors d'aucun anesthésique local, aucun instrument de chirurgie digne de ce nom, et on ne voit pas très bien comment il pourra survivre au choc ou à l'infection qui ne manquera pas de se réinstaller dans son moignon. Pendant une période d'inconscience, un abcès qui s'était formé au cœur du bras se perce spontanément, purgeant l'infection. Vito Dumas curera la plaie avec le poinçon de son couteau de marin et récupèrera rapidement pour continuer sa croisière.
- À la fin de sa croisière le chronomètre de Lehg 2 se dérègle et Vito Dumas n'est plus en mesure de connaître sa longitude. Il décide de terminer son tour du monde à l'aide de sa seule boussole. Heureusement il a déjà doublé le cap Horn et peut naviguer en vue de la côte sans trop de risque.

On mesure ici la différence entre Vito Dumas, marin amateur doué, endurant et ne doutant de rien, et Joshua Slocum, marin de métier, en connaissant toutes les ficelles et ne prenant jamais de risque démesuré. Ce dernier entreprit son tour du monde avec un chronomètre « en fer blanc » qui était imprécis dès le premier jour. Sa situation, proche de la misère, ne lui permettait pas d'en acheter un meilleur. Mais Slocum maîtrisait parfaitement les calculs permettant de trouver sa longitude par observation de la lune, ce qui lui permettait de recaler régulièrement son chronomètre.
- Le nom de LEHG signifie : Lucha, Entereza, Hombría, Grandeza, soit en français : lutte, fermeté, honnêteté, grandeur.

- Vito Dumas est le premier navigateur solitaire à avoir doublé le cap Horn et à avoir survécu. Son seul prédécesseur, le Norvégien Al Hansen, a fait naufrage peu de temps après son exploit. Joshua Slocum a contourné l'Amérique, avec de grosses difficultés, par le détroit de Magellan.

- Dans son pays d'origine, Vito Dumas n'a malheureusement pas laissé un souvenir à la mesure de son exploit. Il est réputé pour avoir eu « le mauvais œil »[réf. nécessaire], et l'on prononce son nom à l'envers[réf. nécessaire], pour conjurer le mauvais sort !

## Œuvres
- En espagnol :
  - Solo, rumbo a la Cruz del sur (Seul, cap sur la Croix du Sud)
  - Los Cuarenta bramadores: La vuelta al mundo por la ruta imposible
  - Mis viajes (Mes voyages)
  - El crucero de lo imprevisto (La Croisière de l'imprévu)

- Traductions en français du premier titre :
  - Seul, Cap vers la Croix du Sud, éditions Les Pages du Gabier, 2007
  - Par les quarantièmes rugissants, éditions Les Pages du Gabier, 2008
  - La Croisière de l'imprévu et le Voyage du Siro , édition Les Pages du Gabier, 2010

- Traductions en français du second titre :
  - Seul par les mers impossibles, André Bonne Éditeur, 1958
  - La Route impossible, Éditions Ouest France, 1991